# علی شکوری راد
علی شکوری راد پزشک و فعال سیاسی اصلاح‌طلب ایرانی و دبیرکل سابق حزب اتحاد ملت، زاده  طارم استان زنجان می باشد. وی از حامیان میرحسین موسوی در انتخابات ریاست‌جمهوری سال ۱۳۸۸ بود. نماینده مردم تهران در مجلس ششم و عضو جبهه مشارکت ایران اسلامی بود. او در اولین کنگره حزب اتحاد ملت ایران اسلامی به عنوان دبیرکل این حزب انتخاب شد.

## بازداشت
او در ۲۰ مهر ۱۳۸۹ پس از مراجعه به دادسرا بازداشت شد. دادستان تهران دلیل بازداشت او را اتهامات امنیتی اعلام نمود.
جمعی از پزشکان و استادان دانشگاه با ارسال دو نامه خطاب به صادق لاریجانی نسبت به دستگیری شکوری‌راد اعتراض نمودند. در یکی از نامه‌ها که امضای ۱۶۵ پزشک و استاد دانشگاه در پای آن است، آمده‌است: «دستگیری جناب آقای دکتر علی شکوری‌راد استاد محترم دانشگاه علوم پزشکی تهران، رئیس بخش رادیولوژی بیمارستان سینا، رزمنده دوران دفاع مقدس و نماینده سابق مردم تهران در مجلس شورای اسلامی موجی از اعتراضات و نارضایتی در جامعه دانشگاهی و مجموعه پزشکان ایجاد کرده‌است … بدون شک ادامه بازداشت ایشان موجب تأثر و تأسف جامعه پزشکی کشور و مردم خواهد بود. اینجانبان پزشکان و اعضای هیئت علمی دانشگاه‌ها خواستار آزادی سریع ایشان هستیم.»
او در نهایت در ۶ آبان ۱۳۸۹ با قید وثیقه از زندان آزاد شد.اگرچه چندین بار دیگر به جهت حمایت از حقوق ملت به دادگاههای مختلفی احضار شده است.

## دولت یازدهم و شرکت در انتخابات مجلس
وی از طرفداران  شرکت در انتخابات به جهت انتخاب بین بد و بدتر واز حامیان دولت یازدهم ایران بوده‌است و پیروزی حسن روحانی در انتخابات ریاست‌جمهوری ۱۳۹۲ را از دستاوردهای حمایت اصلاح‌طلبان از وی می‌داند. 
همزمان با انتشار اخباری مبنی بر عدم احراز صلاحیت برخی از نامزدهای مجلس یازدهم، در تاریخ ۲۷ آذر ۱۳۹۸ اعلام شد که شکوری راد نیز صلاحیتش احراز نشده است.وی در مجلس پنجم و ششم تایید صلاحیت شده است ولی پس از شرکت در تحصن نمایندگان اصلاح طلب در مخالفت با نظارت استصوابی شورای نگهبان دیگر اجازه شرکت در انتخابات به او داده نشد.
وی در مجلس ششم با رای بالایی به مجلس راه یافت مجلسی که در آن زمان با حضور اقشار مختلف ملت تشکیل شد. و تمامی سی نفر در لیست تهران  حزب جبهه مشارکت به مجلس راه یافتند. 
https://www.balatarin.com/permlink/2012/3/17/2968975